# A Floresta das Almas Perdidas
A Floresta das Almas Perdidas é um filme slasher a preto e branco dos géneros drama e terror, realizado e escrito por José Pedro Lopes, e coproduzido entre Portugal, Emirados Árabes Unidos, Espanha e a Rússia. Foi protagonizado por Daniela Love, Jorge Mota, Mafalda Banquart, Lígia Roque e Lília Lopes. A sua estreia mundial ocorreu na Semana dos Realizadores do Festival Internacional de Cinema Fantástico do Porto a 26 de fevereiro de 2017. Estreou-se nos cinemas de Portugal a 12 de outubro de 2017.

## Elenco
- Daniela Love como Carolina
- Jorge Mota como Ricardo
- Mafalda Banquart como Filipa
- Lígia Roque como Joana
- Lília Lopes como Irene
- Tiago Jácome como Tiago
- Débora Ribeiro como jornalista

## Reconhecimentos
| Ano  | Prémios                                  | Categorias                            | Destinatários e nomeados      | Resultado | Referências |
| ---- | ---------------------------------------- | ------------------------------------- | ----------------------------- | --------- | ----------- |
| 2017 | Festival de Cinema Fantástico de Bilbau  | Melhor filme — Panorama do Fantástico | A Floresta das Almas Perdidas | Venceu    | [ 4 ]       |
| 2017 | Festival de Cinema de Terror Triple Six  | Melhor realizador                     | José Pedro Lopes              | Venceu    | [ 5 ]       |
| 2017 | Festival de Cinema de Terror Triple Six  | Prémio do Público para melhor filme   | A Floresta das Almas Perdidas | Venceu    | [ 5 ]       |
| 2017 | Festival de Cinema de Terror do Brooklyn | Melhor realizador                     | José Pedro Lopes              | Venceu    | [ 6 ]       |